# Lovlina Borgohain
Lovlina Borgohain (en assamais : লাভলীনা বৰগোঁহাই) est une boxeuse amateure indienne née le 2 octobre 1997 à Golaghat (Assam, Inde). Elle remporte une médaille de bronze olympique dans la catégorie poids welters en 2021 à Tokyo. Elle est également détentrice de deux médailles de bronze mondiales (2018, 2019) et de deux médailles de bronze continentales (2017, 2021).
En 2020, elle reçoit l'Arjuna Award (en), la plus haute distinction civile indienne, de la part du président indien Ram Nath Kovind.

## Jeunesse
Née en octobre 1997 dans le district de Golaghat, elle débute le sport de combat par le kick-boxing avant de se tourner vers la boxe anglaise.

## Carrière
Lovlina Borgohain fait ses débuts internationaux aux Jeux du Commonwealth de 2018 mais perd en quart de finale contre la Britannique Sandy Ryan. Elle apprend par ailleurs sa sélection lorsque l'information est divulguée par la presse, sa fédération ne lui ayant pas annoncé. Elle est sélectionnée par la fédération indienne après sa victoire en poids welters au premier open d'Inde et sa médaille de bronze aux championnats d'Asie femmes 2017 à Hô Chi Minh-Ville.
Toujours en 2018, elle monte sur la troisième marche du podium des championnats du monde. Aux mondiaux 2019 l'année suivante à Oulan-Oudé, elle est de nouveau battue en demi-finale et remporte une nouvelle médaille de bronze mondiale.
Aux Jeux olympiques d'été de 2020, elle bat l'Allemande Nadine Apetz lors du premier tour puis la Taïwanaise Chen Nien-chin en quart, ce qui lui assure une médaille. En demi-finale, elle perd face à la no 1 mondiale, la Turque Busenaz Sürmeneli et remporte la médaille de bronze en poids welters.

## Palmarès

### Jeux olympiques
- Médaille de bronze en poids welters aux Jeux olympiques d'été de 2020 à Tokyo

### Championnats du monde
- Médaille d'or en poids moyens aux championnats du monde 2023 à New Delhi
- Médaille de bronze en poids welters aux championnats du monde 2019 à Oulan-Oudé
- Médaille de bronze en poids welters aux championnats du monde 2018 à New Delhi

### Championnats d'Asie
- Médaille d'or en poids moyens aux championnats d'Asie 2022 à Amman
- Médaille de bronze en poids welters aux championnats d'Asie 2021 à Hô Chi Minh-Ville
- Médaille de bronze en poids welters aux championnats d'Asie 2017 à Dubaï

## Distinctions
- 2020 : Arjuna Award (en)[10]